# Joel Thomas
Pour les articles homonymes, voir Thomas et Joël Thomas.
Joel Thomas, né le 13 décembre 1966 à Pasadena, est un nageur américain.

## Palmarès

### Jeux olympiques
- Barcelone 1992
  -  Médaille d'or en 4x100m nage libre (participation aux séries)[1].